# 梁相宜翻白眼事件
梁相宜翻白眼事件发生于2018年3月13日，第十三届全国人民代表大会第一次会议“部长通道”记者采访时。上海广播电视台第一财经蓝衣记者梁相宜在红衣记者、“外媒”“美国全美电视台”执行台长张慧君提问时翻白眼，这一瞬间被中国中央电视台直播而网络爆红，被美国《纽约时报》评价为“史诗级白眼”。

## 相关人物
梁相宜（1986年8月28日－），青岛市人，中华人民共和国资深政经、财经线记者。梁相宜2009年毕业于中国传媒大学，现任第一财经电视记者，曾服务于北京晨报、第一财经日报。作为一名资深记者，梁相宜曾多次参与2016年二十国集团杭州峰会、全国两会等重大活动采访及报道并出镜。
张慧君（1981年9月24日－），媒体记者，毕业于河北大学，曾在中央电视台实习。在第十一届全国政协第四次会议上（2011年），她的身份是“香港有线中国旅游与经济电视台执行台长”；在第十二届全国人大第一次会议（2013年）上，她的身份是“世界知识杂志记者”；在第十三届全国人大第一次会议上（2018年），她的身份是“美国全美电视台执行台长”。

## 事件
2018年3月13日，梁相宜参与采访全国两会。在13日的部长通道环节中，因在邻座的美国全美电视台记者兼执行台长张慧君采访提問国务院国资委主任肖亚庆期间翻白眼而走红网络。
该事件发生于当日11点，梁相宜在全国两会的记者提问环节与全美电视台台长张慧君同时举手提问，着红衣的张慧君获得了提问的机会。但是由于张慧君问题描述冗长不清，梁相宜忍不住接连翻了多个白眼表示对张慧君的不满。全过程被中国中央电视台直播，12点该消息传遍中国互联网。社交媒体流传的微信聊天记录截图显示，梁相宜在得知自己翻白眼被直播后，对朋友说：“你愁（瞅）她那德行，问问题比回答的还多。”又二人当时衣着恰好一红一蓝，对比因此成为了网络热点，有关于两人的文章在各种网媒、尤其是微信公众号上层出不穷。《环球时报》总编辑胡锡进发微博说：“第一财经女记者梁相宜火了。她对旁边提冗长问题的记者翻白眼，被电视直播了出来，笑翻网民。希望这样的花絮能在网上留得住，别被删掉。老百姓就是喜欢这种东西，人性的这种DNA改不了。党员干部要随时讲政治，但普通人不必。普通人看政治的视角也喜欢花絮化，但这无伤大雅。”然而言論之後急速收緊：16时起，“蓝衣记者”已经成为新浪微博的敏感词、不可进行搜索，胡锡进所发微博也遭审查人员删除。
该事件引起了全球范围的高度讨论，据纽约时报和BBC分析指出，起初事件擴大之際，部分的網民將「藍紅之爭」引申為兩會本身實質為橡皮圖章表演行為的諷刺，伴隨著人肉搜索引發的部分官場腐敗傳言不斷出現，因此遭到了官方封殺，中国中央电视台随后重播也将此部分剪去。

## 反應
- 中國歷史學家章立凡表示：「沒人真正關心這些會議，甚至連記者也不關心。」[11]